# Бернат Мункачі
Бе́рнат Му́нкачі (угор. Munkácsi Bernát, 12 березня 1860, Надьварад, (Орадя), Трансільванія, тепер Румунія — 21 вересня 1937, Будапешт, Угорщина) — угорський мовознавець та етнограф, один з засновників угрознавства, академік Угорської АН (з 1910 року).
У 1882 році Бернат Мункачі скінчив навчання у Будапештському університеті і подальше своє життя цілком присвятив вивченню угрофінських і тюркських народів Поволжя і Західного Сибіру (удмурти, ханти, мансі, чуваші тощо) та їх мовним і культурним зв'язкам з угорцями, в тому числі і безпосереднім польовим дослідженням, фактично ставши одним із засновників угрознавства у світі. Так, у 1885 році він перебував в Уфімській губернії Російської імперії, де з метою вивчення місцевого населення відвідав 6 повітів. З вуст Савви Василича, удмуртського казкаря, записав удмуртську народну казку «Калмез бакатыръёс» («Калмезькі богатирі»).
Б. Мункачі редагував часопис «Ethnographia», заснував часопис «Келеті семлє» («Keleti Szemle»), у 1904 році організував Угорський комітет Міжнародного товариства Середньої і Східної Азії.
У 1915–16 роки Мункачі перебував у Естергомському таборі, де записував тексти від 25 полонених у ході Першої світової війни російських солдатів удмуртської національності.
Дослідження Берната Мункачі, як прикладні (величезна колекція мовних текстів), так і теоретичні (висновки з історії, порівняльного мовознавства і діалектології народів Поволжя і Західного Сибіру), є актуальними і дуже цінними і в наш час.

## Наукові праці
Основні наукові спраці Б. Мункачі в галузі порівняльної лінгвістики, тюркології, іраністики та етнографії, деякі з них видано вже після смерті вченого іншими фіноугрознавцями:
- Votják nyelvmutatványok. Ugor füzetek 5., Budapest, 1884.
- Votják népköltészeti hagyományok., Budapest, 1887.
- A votják nyelv szótára., Budapest, 1890—1896.
- Vogul népköltési gyűjtemény. köt I—IV., Budapest, 1892, 1892, 1893, 1896. (A jegyzeteket tartalmazó 2. kötetek megjelenési évei: 1902, 1910, 1952, 1963 &ndash ; az utóbbi kettőt Kálmán Béla rendezte sajtó alá; a II. részhez egy 3. kötet is megjelent 1921-ben.)
- A vogul nyelvjárások szóragozásukban ismertetve., Budapest, 1894.
- Déli osztják szójegyzék. (Pápai Károly gyűjtése alapján). Ugor füzetek 12., Budapest, 1896.
- Árja és kaukázusi elemek a finn–magyar nyelvekben I., Budapest, 1901.
- Volksbräuche und Volksdichtung der Wotjaken., MSFOu 102. Herausgeben von D. R. Fuchs, Helsinki, 1952.